# Serge Laget
 (janvier 2019).
Si vous disposez d'ouvrages ou d'articles de référence ou si vous connaissez des sites web de qualité traitant du thème abordé ici, merci de compléter l'article en donnant les références utiles à sa vérifiabilité et en les liant à la section « Notes et références ».
Pour les articles homonymes, voir Laget.
Serge Laget, né le 13 février 1959 à Oloron-Sainte-Marie et mort le 23 janvier 2023, à Carpentras, est un auteur français de jeux de société . Il travaillait également comme conseiller pédagogique près d'Avignon.

## Ludographie
Serge Laget a créé, en 2003, le jeu de société Mare Nostrum (Jeux Descartes / Asmodée), son extension, deux ans plus tard, Mare Nostrum - Extension mythologique (Jeux Descartes / Asmodée), puis, en 2011, le jeu Cargo Noir (Days of Wonder). En 2020, il sort Nidavellir (GRRRE Games).

### Collaborations
En collaboration avec Bruno Faidutti, Serge Laget a créé :
- Meurtre à l'abbaye, 1996, Multisim
- Castel, 2000, Jeux Descartes
- Mystère à l'abbaye, 2003, Days of Wonder
- Kheops, 2008, Tilsit
- Ad Astra, 2009, Nexus Games

- ARGO, 2016, Flatlined Games.

Avec Bruno Cathala, il a participé à la création de :
- Les Chevaliers de la Table Ronde, 2005, Days of Wonder, Japan Boardgame Prize  confirmé 2005, Spiel des Jahres  jeu fantastique 2006, Sceau d'excellence Option consommateurs  2007
- Du Balai !, 2006, Asmodée, Concours de créateurs de jeux de Boulogne-Billancourt Primé 2003, As d'or Jeu de l'année  2007
- Senji, 2008, Asmodée
- Mundus Novus, 2011, Asmodée
- Les Chevaliers de la Table Ronde – jeux de cartes, 2012, Days of Wonder

En 1989, la collaboration de Serge Laget avec Alain Munoz a abouti à la création du jeu : Le Gang des tractions-avant (Schmidt Spiele / International Team), Pion d'or jeux & stratégie  1985 inspiré de l'histoire du Gang des Tractions Avant. En 2004, avec Stéphane Ubéda, il a créé Mare Nostrum - extension Triumvirat (Jeux sur un plateau), puis, en 2010, avec Antoine Bauza, Mystery Express (Days of Wonder).